# Haukkaluoto (ö i Egentliga Finland)
Haukkaluoto är en ö i Finland.   Den ligger i kommunen Nådendal i den ekonomiska regionen  Åbo ekonomiska region  och landskapet Egentliga Finland, i den sydvästra delen av landet, 180 km väster om huvudstaden Helsingfors.
Terrängen på Haukkaluoto är varierad.